# Louis-Joseph Jay
Pour les personnes ayant le même patronyme, voir Jay.
Louis-Joseph Jay est un professeur de dessin né à Saint-Hilaire-de-la-Côte (Isère) le 18 mars 1755 et mort à Vienne (Isère) le 7 juillet 1836. Toute sa vie a été consacrée aux beaux-arts et son œuvre principale est la création du Musée de Grenoble, notifiée par un arrêté départemental du 16 février 1798.

## Biographie
Né dans une famille de huit enfants, il est l'ami de Romain Colomb, qui n'est autre que le cousin de Stendhal. De nature enthousiaste, familier des auteurs grecs et latins, Louis-Joseph Jay fait ses débuts dans la carrière artistique à Montpellier où il va demeurer douze ans et s'y marier. À la suite d'un concours, il intègre l'Académie des Arts de la ville, où il fait figure d'artiste républicain durant huit ans. Il y fait également connaissance du peintre Jacques Augustin Catherine Pajou (qui fera son portrait en 1798). 
Le 6 mars 1796, il est nommé professeur de dessin à l'École centrale de Grenoble. Il obtient des crédits afin d'acheter du matériel, il a 3 classes de dessin en 1797, et 7 classes deux ans plus tard, l'effectif des élèves passant de 105 à 180. Il enflamme les élèves par son emphase et parmi ceux-ci, figure un jeune garçon de 14 ans, un certain Stendhal. Le cours d'histoire de l'art comporte un aspect moral non négligeable, il doit former le goût, mais aussi le caractère des élèves. Jay veut fonder une école de dessin mais aussi un musée de peinture, une école de gravure et une autre de peinture sur émail. Or l'idée de fonder un muséum d'arts à Grenoble circule dans les conversations depuis l'arrêté du citoyen Dupuis en juin 1795.
Le 27 janvier 1796, Louis-Joseph Jay est nommé commissaire chargé d'inventorier les objets d'art du dépôt de La Tour-du-Pin. Fin février, il se rend à Paris et arpente les ministères durant trois mois pour obtenir du gouvernement le plus grand nombre de moulages de plâtres. Il achète également des dessins originaux pour l'École centrale. La notion de modèle à partir d'un original est fondamental dans l'enseignement de Jay, d'où sa volonté dans la recherche d'originaux. Ce premier voyage permet à l'école de posséder une collection non négligeable d'objets d'art. Puis c'est en Italie qu'il part acheter tableaux et dessins. Dans ses voyages, il emporte des bouteilles de ratafia de Camille Teisseire pouvant servir de monnaie d'échange contre des objets d'art! En 1797, il milite activement en faveur de la création d'un muséum à Grenoble. En compagnie de quelques personnalités, il lance deux pétitions, le 25 mai et le 30 juin, en faveur de la création d'un muséum recueillant en tout 107 signatures, puis lance une première souscription publique. Le 17 novembre, un arrêté départemental le charge de transférer à Grenoble les objets d'art du dépôt de Saint-Antoine-l'Abbaye.

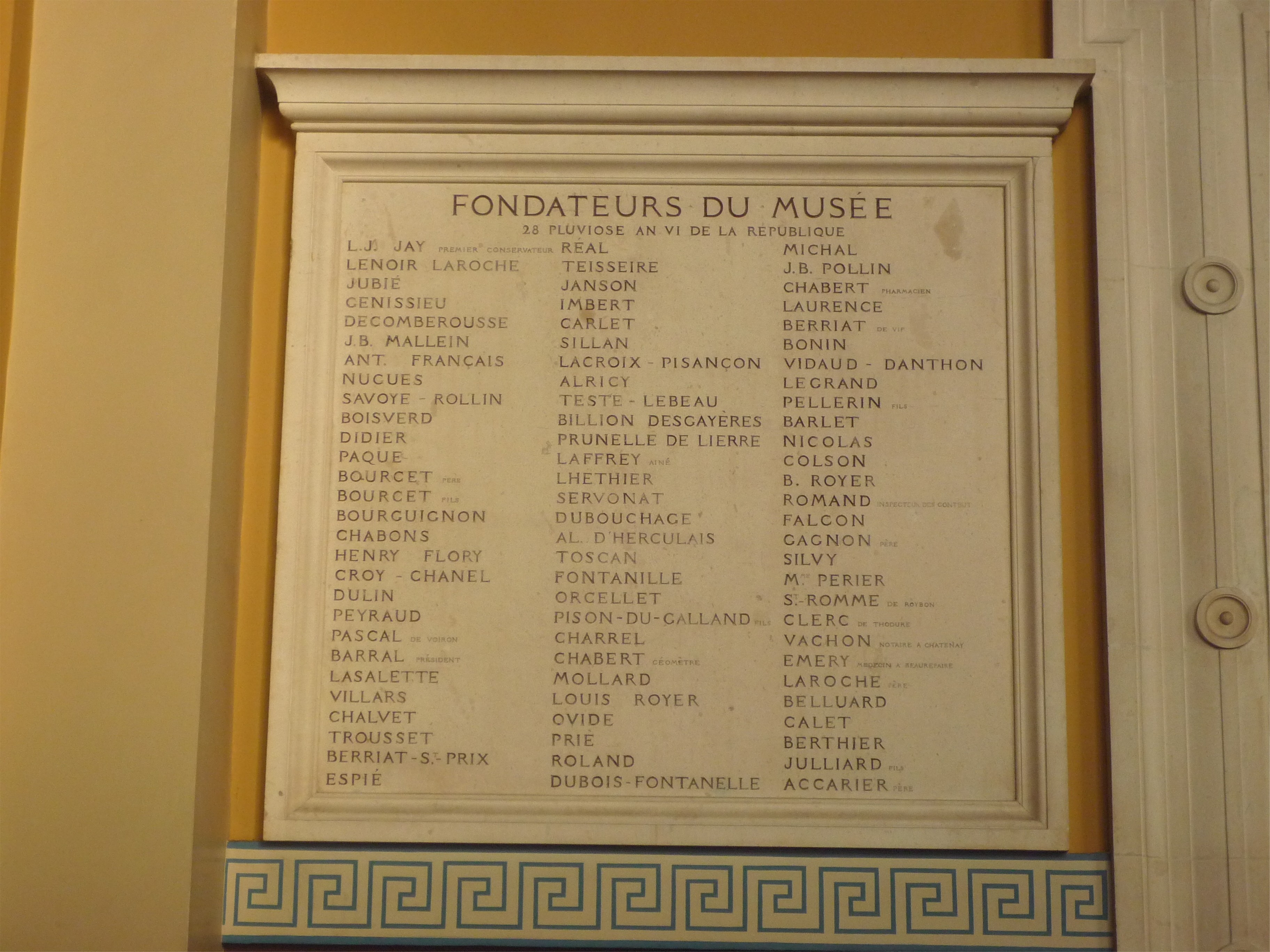
Plaque des fondateurs du musée située dans l'ancien Musée-bibliothèque de Grenoble (1870)

Le 16 février 1798, un arrêté détaille la création du muséum en nommant Louis-Joseph Jay conservateur de ce muséum. Mais, en mai 1798, le ministre de l'intérieur annule la création du musée, avant de l'autoriser provisoirement puis définitivement en avril 1800. Dès 1799, Jay entreprend de collecter les œuvres d'art des communautés religieuses du département de l'Isère, comme celles de l'abbaye de Saint-Antoine-l'Abbaye, et fait une deuxième souscription publique le 5 avril. La plupart des souscripteurs sont des notables, des avocats, des hommes de lois, très nombreux à l'époque sur Grenoble. Il en établit une liste et la fait parvenir au préfet à son installation. Durant l'hiver de l'An VII, il se rend une seconde fois à Paris.
Le 31 décembre 1800, il inaugure le premier local du musée dans l'ancien évêché situé rue Très-Cloîtres. Installé dans quatre salles du premier étage portant chacune un nom, 298 objets d'art dont 177 tableaux, 80 dessins, 45 sculptures. Mais dès le mois de juin 1801, il rencontre des difficultés avec le préfet Gabriel Ricard qui lui reproche son jacobinisme et des dépenses exagérées pour ses travaux d'aménagement du jardin dans l'ancien évêché. Au milieu de ces débats, le préfet Ricard meurt le 1er février 1802 mettant fin provisoirement à ses ennuis. Le successeur, Joseph Fourier, est beaucoup plus compréhensif.
Évincé de l'ancien évêché à la suite de la signature du Concordat de 1801 par Napoléon Bonaparte, Louis-Joseph Jay installe le musée au deuxième étage de l'École centrale où il enseigne encore le dessin. Parmi ses élèves se trouve un jeune garçon de 11 ans arrivant tout juste de Figeac, Jean-François Champollion. L'inauguration dans ce nouveau bâtiment a lieu le 14 juillet 1802 et met le musée d'art en contact avec une autre institution partageant les locaux, la bibliothèque de Grenoble.
En 1804, il perd son poste de professeur de dessin qu'il avait depuis janvier 1800, mais obtient celui de receveur principal des droits réunis par le biais de son ami François de Nantes, représentant du peuple au Conseil des Cinq-Cents. En 1809, de nouvelles tracasseries administratives lui sont faites dans la gestion de son musée. En 1811, il est envoyé en mission en Italie grâce à l'appui de François de Nantes. Le 8 août 1814, il devient membre correspondant de l'Institut de France, puis de l'Académie des Arcades de Rome, et de celle des Beaux-Arts de Pérouse. Destitué de son poste de conservateur du musée en 1815, il quitte Grenoble et c'est le bibliothécaire qui assure l'intérim jusqu'en 1817.  
En 1817 également, alors que Stendhal publie une Histoire de la peinture en Italie, Jay publie à Paris un Recueil de lettres sur la peinture, la sculpture, et l'architecture, traduction d'un recueil de lettres publiées en 1754 sous le titre de Lettere Pittoriche par Giovanni Gaetano Bottari. 
Il revient vivre en Isère, à Crémieu puis à Vienne, où il meurt en 1836 à l'âge de 81 ans.

## Œuvres

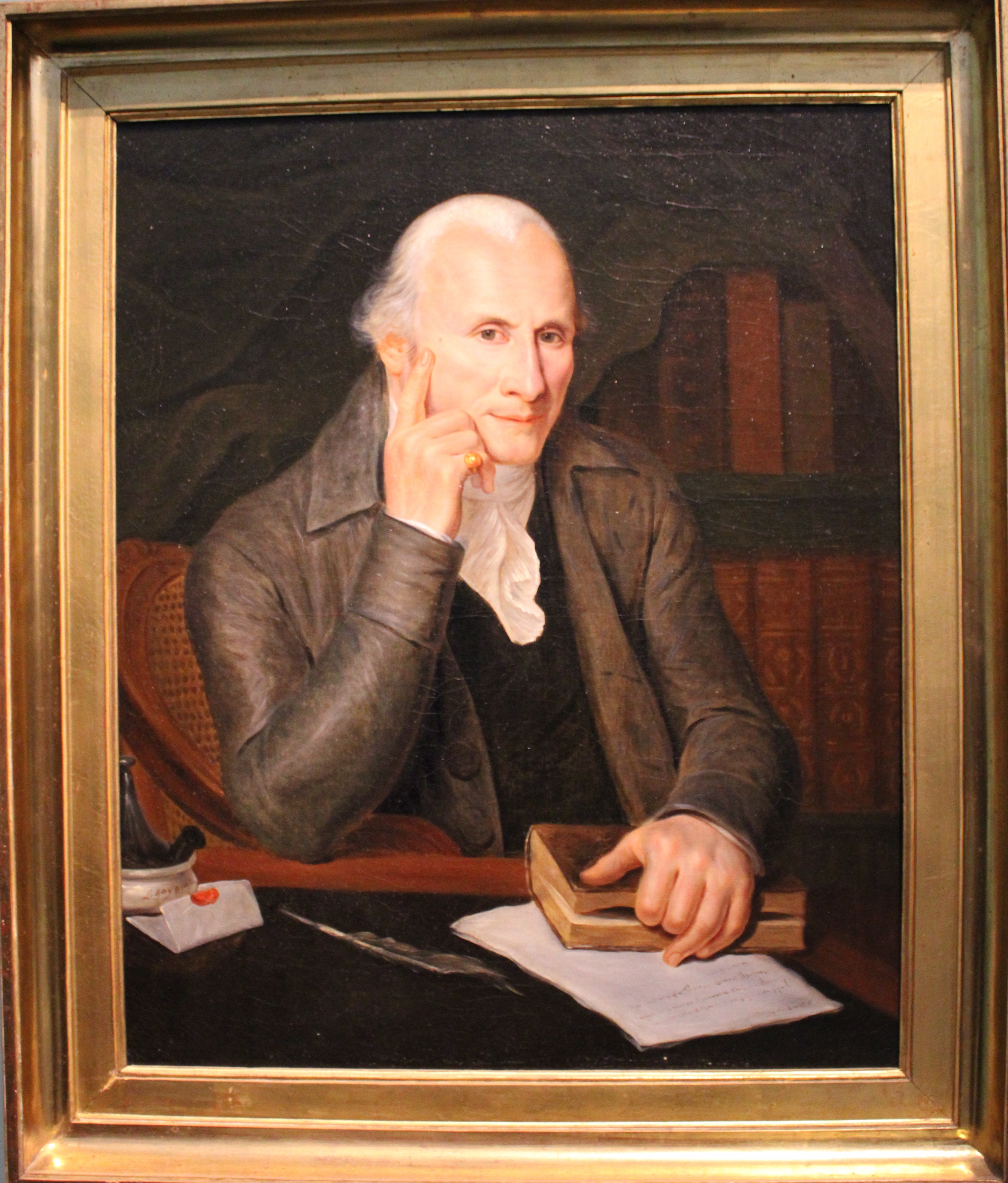
Louis-Joseph Jay - Portrait de l'abbé Claude-Marie Gattel - Louvre-Lens.

- Portrait de l'abbé Claude-Marie Gattel, huile sur toile. Coll. musée de Grenoble (inv. MG 346)
- Louis-Joseph Jay, Recueil de lettres sur la peinture, la sculpture et l'architecture, Paris, Galerie de tableaux, Rue du Gros-Chenêt, 1817

## Hommage
Une rue porte son nom dans le centre-ville de Grenoble. Stendhal dans le chapitre XXVII de son livre Vie de Henry Brulard rappelle la mémoire de Louis-Joseph Jay en ces termes : « M. Jay, ce grand hâbleur, qui avait si peu de talent comme peintre, en avait un fort grand pour allumer l'émulation dans nos cœurs, et à mes yeux maintenant, c'est là le premier talent d'un professeur. »